# Confederation of Independent Football Associations
Confederation of Independent Football Associations, CONIFA – międzynarodowa organizacja pozarządowa, zrzeszająca drużyny piłki nożnej z całego świata, które nie należą do FIFA.

## Konkurencje

### Piłka nożna kobiet
Wszyscy członkowie CONIFA zachęcani są do wspierania piłki nożnej kobiet w swoich społecznościach oraz do tworzenia krajowych zgrupowań kobiet, które będą grać i rywalizować z innymi członkami CONIFA.
Pierwszy w historii oficjalny mecz piłki nożnej kobiet CONIFA odbył się 10 listopada 2018 r. na Cyprze Północnym z reprezentacją kobiet Sápmi, które pokonały swoich gospodarzy z Północnego Cypru 4:0 w Pucharze Przyjaźni Kobiet. CONIFA ogłosiła swoje pierwsze Mistrzostwa Świata w Piłce Nożnej Kobiet 31 stycznia, prowadzone przez Székely Land od 23 do 30 czerwca 2021 i ma uczestniczyć 6 drużyn.

### Męskie
- Mistrzostwa Świata CONIFA w piłce nożnej
- Puchar Europy CONIFA w piłce nożnej
- Puchar Afryki CONIFA w piłce nożnej
- Puchar Ameryki Południowej CONIFA w piłce nożnej
- Mistrzostwa Europy CONIFA No Limits

### Kobiece
- Mistrzostwa Świata CONIFA w piłce nożnej kobiet

### Futsal
- Puchar Śródziemnomorski Futsal CONIFA No Limits

#### Narodowe ligi sankcjonowane przez CONIFA
- Liga de Balompié Mexicano[4]

### Obecni posiadacze tytułu
| Konkurencja                                      |              | Rok          | Mistrzowie        | Tytuł        | Wicemistrzowie    |  | Następna edycja |
| Mistrzostwa świata                               |              |              |                   |              |                   |  |                 |
| Mistrzostwa Świata CONIFA                        |              | 2018 (Finał) | Kárpátalja        | pierwszy     | Cypr Północny     |  | 2022 (Finał)    |
| Mistrzostwa Świata CONIFA w piłce nożnej kobiet  | 2022 (Finał) | Laponia      | pierwszy          | Tybet        | do ustalenia      |  |                 |
| Kontynentalne puchary                            |              |              |                   |              |                   |  |                 |
| Puchar Europy CONIFA w piłce nożnej              |              | 2019 (Finał) | Osetia Południowa | pierwszy     | Zachodnia Armenia |  | 2022 (Finał)    |
| Mistrzostwa Europy CONIFA No Limits              | 2021         |              |                   |              | do ustalenia      |  |                 |
| Puchar Afryki CONIFA w piłce nożnej              | 2022 (Finał) | Biafra       | pierwszy          | Matabeleland | do ustalenia      |  |                 |
| Puchar Ameryki Południowej CONIFA w piłce nożnej | 2022 (Finał) | Maule Sur    | pierwszy          | Mapuche      | do ustalenia      |  |                 |
| Futsal                                           |              |              |                   |              |                   |  |                 |
| Puchar Śródziemnomorski Futsal CONIFA No Limits  |              | 2021 (Finał) | Hrabstwo Nicei    | Nieznane     | Sardynia          |  | do ustalenia    |

## Członkowie

### Typy członków
CONIFA wyraźnie używa terminu „członkowie”, a nie „kraje” lub „stany”. Związek piłki nożnej może być uprawniony do ubiegania się o członkostwo w CONIFA, jeśli on sam lub podmiot (mniejszość etniczna i/lub językowa, grupa tubylcza, organizacja kulturalna, terytorium), który reprezentuje, nie jest członkiem FIFA i spełnia jeden lub więcej wymogów:
- Związek piłki nożnej jest członkiem jednej z sześciu kontynentalnych konfederacji FIFA, tj.: AFC, CAF, CONCACAF, CONMEBOL, OFC, UEFA.
- Podmiot reprezentowany przez związek piłkarski jest członkiem Międzynarodowego Komitetu Olimpijskiego.
- Podmiot reprezentowany przez związek piłkarski jest członkiem jednej z członkowskich federacji Stowarzyszenia Międzynarodowych Związków Sportowych uznanych przez MKOl (ARISF).
- Podmiot reprezentowany przez związek piłkarski jest w posiadaniu kodu nazwy państwa ISO 3166-1.
- Podmiot reprezentowany przez związek piłkarski jest de facto niezależnym terytorium. Terytorium jest uważane za de facto niezależne, jeśli spełnia wszystkie poniższe kryteria: (a) dobrze określone terytorium; (b) stała populacja; (c) autonomiczny rząd oraz (d) dyplomatyczne uznanie przez chociaż jednego członka ONZ.
- Podmiot reprezentowany przez związek piłkarski jest zawarty na liście terytoriów niesamodzielnych ONZ.
- Podmiot reprezentowany przez związek piłkarski jest zawarty w katalogu krajów i terytoriów Travelers' Century Club.
- Podmiot reprezentowany przez związek piłkarski jest członkiem Organizacji Narodów i Ludów Niereprezentowanych (UNPO) i/lub Federalnej Unii Narodowości Europejskich (FUEN).
- Podmiot reprezentowany przez związek piłkarski jest mniejszością zawartą w Światowym Katalogu Mniejszości i Rdzennych Ludzi sporządzonym i opublikowanym przez Międzynarodową Grupę Praw Mniejszości.
- Podmiot reprezentowany przez związek piłkarski jest mniejszością językową, której język jest uwzględniony na Liście Kodów ISO 639-2.

### Lista członków
Stan na marzec 2025
| Drużyna                  |
| ------------------------ |
| Abchazja                 |
| Górski Karabach          |
| Czameria                 |
| Kornwalia                |
| Hrabstwo Nicea           |
| Wyspa Elba               |
| Wyspa Man                |
| Obwód zakarpacki         |
| Cypr Północny            |
| Oksytania                |
| Padania                  |
| Recja                    |
| Romowie                  |
| Sápmi                    |
| Sardynia                 |
| Sycylia                  |
| Osetia Południowa        |
| Seklerszczyzna           |
| Królestwo Obojga Sycylii |
| Zachodnia Armenia        |
| Yorkshire                |

| Drużyna                           |
| --------------------------------- |
| Turkiestan Chiński                |
| Karen National Union              |
| Azad Kashmir                      |
| Kurdystan                         |
| Pendżab                           |
| Rohingja                          |
| Riukiu                            |
| Ilam                              |
| Tybet                             |
| Zjednoczeni Koreańczycy w Japonii |
| Republika Papui Zachodniej        |

| Drużyna          |
| ---------------- |
| Baraawe          |
| Basotho          |
| Biafra           |
| Wyspy Czagos     |
| Kabylia          |
| Matabeleland     |
| Somaliland       |
| Sahara Zachodnia |
| Yoruba           |
| Oduduwa          |
| Zanzibar         |

| Drużyna  |
| -------- |
| ANBM     |
| Cascadia |
| Kuskatan |

| Drużyna                      |
| ---------------------------- |
| Armenian Argentine Community |
| Ajmara                       |
| Mapuche                      |
| Maule                        |
| Wyspa Wielkanocna            |
| São Paulo                    |

| Drużyna                  |
| ------------------------ |
| Australian First Nations |
| Hawaje                   |
| Kiribati                 |

## Ważne osobistości

### Prezydentura
| Nr | Imię i nazwisko  | Kraj pochodzenia | Zajął stanowisko | Opuścił stanowisko |
| -- | ---------------- | ---------------- | ---------------- | ------------------ |
| 1  | Per-Anders Blind | Szwecja          | 7 czerwca 2013   | beneficjant        |

### Wiceprezydenci CONIFA
| Nr | Imię i nazwisko   | Kraj pochodzenia | Zajął stanowisko | Opuścił stanowisko |
| -- | ----------------- | ---------------- | ---------------- | ------------------ |
| 1  | Malcolm Blackburn | Wyspa Man        | 2014             | 2016               |
| 2  | Kristof Wenczel   | Węgry            | 2015             | beneficjant        |
| 3  | Dimitri Pagave    | Abchazja         | 2016             | beneficjant        |

### Sekretarze generalni
| Nr | Imię i nazwisko | Kraj pochodzenia | Zajął stanowisko | Opuścił stanowisko |
| -- | --------------- | ---------------- | ---------------- | ------------------ |
| 1  | Sascha Düerkop  | Niemcy           | 7 czerwca 2013   | 30 kwietnia 2020   |
| 2  | Jason Heaton    | Anglia           | 30 kwietnia 2020 | 2 sierpnia 2021    |
| 3  | Piotr Podlewski | Polska           | 2 sierpnia 2021  | beneficjant        |

### Afrykańscy prezydenci
| Nr | Imię i nazwisko                     | Kraj pochodzenia | Zajął stanowisko | Opuścił stanowisko |
| -- | ----------------------------------- | ---------------- | ---------------- | ------------------ |
| 1  | Masoud Attai                        | Zanzibar         | 7 czerwca 2013   | 2017               |
| 2  | Justin Walley                       | Anglia           | 2017             | 2020               |
| 3  | Christian Lubasi Luzongo Kalalaluka | Zimbabwe         | 2020             | 2022               |
| 4  | Ngala Maimo Wajiri                  | Kamerun          | 2022             | beneficjant        |

### Azjatyccy prezydenci
| Nr | Imię i nazwisko  | Kraj pochodzenia | Zajął stanowisko | Opuścił stanowisko |
| -- | ---------------- | ---------------- | ---------------- | ------------------ |
| 1  | Safeen Kanabe    | Irak             | 7 czerwca 2013   | 2017               |
| 2  | Jens Jockel      | Niemcy           | 2017             | 2020               |
| 3  | Motoko Jitsukawa | Japonia          | 2020             | beneficjant        |

### Europejscy prezydenci
| Nr | Imię i nazwisko | Kraj pochodzenia | Zajął stanowisko | Opuścił stanowisko |
| -- | --------------- | ---------------- | ---------------- | ------------------ |
| 1  | Alberto Rischio | Włochy           | 7 czerwca 2013   | beneficjant        |

### Latynoamerykańscy prezydenci
| Nr | Imię i nazwisko  | Kraj pochodzenia | Zajął stanowisko | Opuścił stanowisko |
| -- | ---------------- | ---------------- | ---------------- | ------------------ |
| 1  | Jens Jockel      | Niemcy           | 2013             | 2017               |
| 2  | Zam Gutierrez    | Meksyk           | 2017             | 2019               |
| 3  | Diego Bartolotta | Meksyk           | 2019             | beneficjant        |

### Północnoamerykańscy i karaibscy prezydenci
| Nr | Imię i nazwisko | Kraj pochodzenia | Zajął stanowisko | Opuścił stanowisko |
| -- | --------------- | ---------------- | ---------------- | ------------------ |
| 1  | Mark Dieler     | Niemcy           | 2013             | 2017               |
| 2  | Noah Wheelock   | Kanada           | 2017             | 2020               |
| 3  | Aaron Johnsen   | USA              | 2020             | beneficjant        |

### Prezydenci z Oceanii
| Nr | Imię i nazwisko         | Kraj pochodzenia | Zajął stanowisko | Opuścił stanowisko |
| -- | ----------------------- | ---------------- | ---------------- | ------------------ |
| 1  | Charles Reklai Mitchell | Palau            | 2014             | 2017               |
| 2  | Ben Schultz             | Australia        | 2017             | beneficjant        |

### Dyrektorzy piłki nożnej kobiet
| Nr | Imię i nazwisko | Kraj pochodzenia | Zajął stanowisko | Opuścił stanowisko |
| -- | --------------- | ---------------- | ---------------- | ------------------ |
| –  | Cassie Childers | USA              | 6 września 2017  | 2019               |
| 1  | Kelly Lindsey   | USA              | luty 2019        | 28 lutego 2020     |
| 2  | Håkan Kuorak    | Szwecja          | 28 lutego 2020   | beneficjant        |